# Tafaia hudsoni
Tafaia hudsoni är en skalbaggsart som beskrevs av Rigout 1997. Tafaia hudsoni ingår i släktet Tafaia och familjen Cetoniidae. Inga underarter finns listade i Catalogue of Life.